# Machaerium legale
Machaerium legale är en ärtväxtart som först beskrevs av Vell., och fick sitt nu gällande namn av George Bentham. Machaerium legale ingår i släktet Machaerium och familjen ärtväxter. Inga underarter finns listade i Catalogue of Life.